# Moitron-sur-Sarthe

Moitron-sur-Sarthe este o comună în departamentul Sarthe, Franța. În 2009 avea o populație de 226 de locuitori.